# The Penguins of Madagascar: Operation: DVD Premiere
A The Penguins of Madagascar: Operation: DVD Premiere egy DreamWorks Animation által kiadott 130 perces műsoros DVD. A lemezen a Nickelodeon műsorán leadott epizódokon kívül 2 addig soha nem látott rész is rákerült a korongra. A főszerepben a Madagaszkár filmekből és a Madagaszkár pingvinjeiből jól ismert pingvinek.

## A DVD-n található epizódok

### Televíziós különkiadás
| #                                                                      | Cím                                                |
| ---------------------------------------------------------------------- | -------------------------------------------------- |
| 1                                                                      | „Fújlyuk doktor bosszúja (Dr. Blowhole's Revenge)” |
| Ebben a részben Neil Patrick Harris szerepelt Dr. Blowhole hangjaként. |                                                    |

### Addig nem látott epizódok
| #                                                                | Cím                               |
| ---------------------------------------------------------------- | --------------------------------- |
| 1                                                                | „Az igazság fáj (Truth Ache)”     |
| Később a Nickelodeon ezt a részt 2010. november 27-én sugározta. |                                   |
| 2                                                                | „Parancs krízis (Command Crisis)” |
| Ezt a részt a Nickelodeon szintén 2010. november 27-én adta le.  |                                   |

### Sugárzott epizódok
| #                                                                      | Cím                                           |
| ---------------------------------------------------------------------- | --------------------------------------------- |
| 1                                                                      | „Hal művelet (Go Fish)”                       |
| Ezt az epizódot a Nickelodeon 2009. május 30-án sugározta.             |                                               |
| 2                                                                      | „Lakótársak (Roomies)”                        |
| Az epizód premierje 2009. június 26-án volt.                           |                                               |
| 3                                                                      | „Lakótársak Tűfrász (Needle Point)'”          |
| Az epizódot először 2009. június 6-án sugározta a gyermekcsatorna.     |                                               |
| 4                                                                      | „Ebédidő (Launchtime)”                        |
| Ezt a rész 2009. március 28-án vetítették először.                     |                                               |
| 5                                                                      | „Totális dugulás (All Choked Up)”             |
| Ezt az epizódot a csatorna 2009. április 24-én tűzte műsorára először. |                                               |
| 6                                                                      | „A rejtett (The Hidden)”                      |
| Az epizód 2008. április 18-án szerepelt először a Nickelodeon műsorán. |                                               |
| 7                                                                      | „Fennakadtunk a mátrixon(Tangled in the Web)” |
| Ezt a rész a Nickelodeon 2008. április 8-án adta le.                   |                                               |

## Fordítás
- Ez a szócikk részben vagy egészben  a   The Penguins of Madagascar: Operation: DVD Premiere című angol Wikipédia-szócikk fordításán alapul.  Az eredeti cikk szerkesztőit annak laptörténete sorolja fel. Ez a jelzés csupán a megfogalmazás eredetét és a szerzői jogokat jelzi, nem szolgál a cikkben szereplő információk forrásmegjelöléseként.